# مرحلة المجموعات لبطولة كوبا ليبرتادوريس 2019
لعبت مرحلة المجموعات من كوبا ليبرتادوريس 2019 في الفترة من 5 مارس إلى 9 مايو 2019. تنافس ما مجموعه 32 فريقا في مرحلة المجموعات لتحديد 16 مكانا في المراحل النهائية من كوبا ليبرتادوريس 2019.

## القرعة
عقدت القرعة لمرحلة المجموعات يوم 17 ديسمبر 2018، الساعة 20:30، التوقيت الصيفي لباراغواي (ت ع م−3)، في مركز كونميبول للمؤتمرات في لوكي، باراغواي.
تم تصنيف الفرق وفقا ل‍ترتيب كونميبول لبطولة كوبا ليبرتادوريس اعتبارا من 15 ديسمبر 2018 (كما هو موضح بين قوسين)، مع الأخذ بعين الاعتبار العوامل الثلاثة التالية.
1. الأداء في السنوات العشر الأخيرة، مع الأخذ بعين الاعتبار نتائج كوبا ليبرتادوريس في الفترة 2009–2018
2. المعامل التاريخية، مع الأخذ بعين الاعتبار نتائج كوبا ليبرتادوريس في الفترة 1960–2008
3. بطل البطولة المحلية، مع منح نقاط مكافأة لبطل الدوري المحلي في السنوات العشر الماضية

وبالنسبة لمرحلة المجموعات، تم تقسيم الفرق الـ 32 إلى ثماني مجموعات (المجموعات من ألف إلى حاء) مكونة من أربعة فرق تضم فريقا واحدا من كل من الأواني الأربعة. لا يمكن سحب الفرق من نفس الرابطة في نفس المجموعة، باستثناء الفائزين في المرحلة الثالثة، الذين تم تعيينهم في وعاء 4 ولم تكن هويتهم معروفة وقت السحب، ويمكن سحبهم في نفس المجموعة مع فريق آخر من نفس الرابطة.
| وعاء 1 | وعاء 2 | وعاء 3 | وعاء 4 |
| --- | --- | --- | --- |
| - ريفر بليت[TH] (1) - بوكا جونيورز (2) - غريميو (3) - ناسيونال (5) - بنيارول (6) - بالميراس (7) - كروزيرو (9) - أوليمبيا (12) | - أتلتيكو باراناينسي[CS] (53) - سان لورينزو (14) - سيرو بورتينيو (15) - إيميلك (16) - إنترناسيونال (25) - نادي فلامنغو (30) - أونيفرسيداد كاتوليكا (33) - سبورتينغ كريستال (34) | - خورخي ويلسترمان (41) - روزاريو سنترال (43) - إل. دي. يو. كيتو (46) - جونيور (51) - أليانزا ليما (55) - هوراكان (59) - غودوي كروز (60) - زامورا (69) | - ديبورتيفو لارا (72) - ديبورتيس توليما (76) - جامعة كونسبسيون (152) - سان خوسيه[†] (83) - الفائز في المرحلة الثالثة G1 - الفائز في المرحلة الثالثة G2 - الفائز في المرحلة الثالثة G3 - الفائز في المرحلة الثالثة G4 |

ملاحظات
1. TH المدافع عن لقب كوبا ليبرتادوريس، تم تصنيفه تلقائيًا في وعاء 1، وتعيينه في المجموعة أ خلال قرعة مرحلة المجموعات.
2. CS المدافع عن لقب كوبا سود أمريكانا، وضع تلقائيا في وعاء 2 خلال قرعة على مرحلة المجموعات.
3. † لم تكن هوية فريق بوليفيا 2 معروفة في وقت السحب، وتم وضعه في وعاء 4 خلال قرعة على مرحلة المجموعات.

وفيما يلي الفائزون الأربعة في المرحلة الثالثة من التصفيات، الذين انضموا إلى 28 مشاركاً مباشراً في مرحلة المجموعات.
| المباراة | الفائزون في المرحلة الثالثة |
| -------- | --------------------------- |
| G1       | أتلتيكو مينيرو (10)         |
| G2       | مليغار (80)                 |
| G3       | ليبرتاد (23)                |
| G4       | بالستينو (84)               |

## الشكل
في مرحلة المجموعات، يتم لعب كل مجموعة في المنزل وبعيدا على مبدأ الجولة روبن. يتم ترتيب الفرق حسب النقاط (3 نقاط لكل فوز، 1 نقطة لكل تعادل و 0 نقطة لكل هزيمة). في حالة التعادل بالنقاط، تستخدم المعايير التالية لتحديد التصنيف: 1. الفرق في الأهداف؛ 2. الأهداف المسجلة؛ 3. الأهداف المسجلة بعيدا؛ 4. تصنيف كونميبول (المادة 28 من اللائحة).
ويتأهل الفائزون وشاغلو المرتبة الثانية من كل مجموعة للجولة الـ16. وتدخل الفرق في المركز الثالث لكل مجموعة المرحلة الثانية من كوبا سود أمريكانا.

## الجدول الزمني
الجدول الزمني لكل يوم مباريات هو كما يلي.
| يوم المباريات   | مواعيد            | المباريات                                   |
| --------------- | ----------------- | ------------------------------------------- |
| يوم المباريات 1 | 5–7 مارس 2019     | الفريق 4 ضد الفريق 2، الفريق 3 ضد الفريق 1  |
| يوم المباريات 2 | 12–14 مارس 2019   | الفريق 2 ضد الفريق 3، الفريق 1 ضد الفريق 4  |
| يوم المباريات 3 | 2–4 أبريل 2019[†] | الفريق 2 ضد الفريق 1، الفريق 4 ضد الفريق 3  |
| يوم المباريات 4 | 9–11 أبريل 2019   | الفريق 2 ضد الفريق 4، الفريق 1 ضد الفرييق 3 |
| يوم المباريات 5 | 23–25 أبريل 2019  | الفريق 3 ضد الفريق 2، الفريق 4 ضد الفريق 1  |
| يوم المباريات 6 | 7–9 مايو 2019     | الفريق 1 ضد الفريق 2، الفريق 3 ضد الفريق 4  |

ملاحظات
1. † كان الجدول الزمني ليوم المباريات 3 في بادئ الأمر في الفترة من 26 إلى 28 مارس 2019، ولكنه تم إعادة جدولته إلى الفترة من 2 إلى 4 أبريل 2019 بواسطة كونميبول بسبب مواعيد مباريات الفيفا في الفترة من 18 إلى 26 مارس 2019.[12][13]

## المجموعات

### المجموعة ألف
| م | الفريق       | لعب | ف | ت | خ | أ.له | أ.ع | أ.ف | نقاط | التأهل            |  | إنتر | ريفر | بالستينو | أليانزا |
| - | ------------ | --- | - | - | - | ---- | --- | --- | ---- | ----------------- |  | ---- | ---- | -------- | ------- |
| 1 | إنترناسيونال | 6   | 4 | 2 | 0 | 11   | 6   | +5  | 14   | دور الـ16         |  | —    | 2–2  | 3–2      | 2–0     |
| 2 | ريفر بليت    | 6   | 2 | 4 | 0 | 10   | 5   | +5  | 10   | دور الـ16         |  | 2–2  | —    | 0–0      | 3–0     |
| 3 | بالستينو     | 6   | 2 | 1 | 3 | 7    | 7   | 0   | 7    | كوبا سود أمريكانا |  | 0–1  | 0–2  | —        | 3–0     |
| 4 | أليانزا ليما | 6   | 0 | 1 | 5 | 2    | 12  | −10 | 1    |                   |  | 0–1  | 1–1  | 1–2      | —       |

| بالستينو | 0–1   | إنترناسيونال        |
| -------- | ----- | ------------------- |
|          | تقرير | - رافائيل سوبيس 82' |

| أليانزا ليما    | 1–1   | ريفر بليت      |
| --------------- | ----- | -------------- |
| - مانزانيدا 30' | تقرير | - فيريرا 90+5' |

| إنترناسيونال    | 2–0   | أليانزا ليما |
| --------------- | ----- | ------------ |
| - لوبيز 7'، 19' | تقرير |              |

| ريفر بليت | 0–0   | بالستينو |
| --------- | ----- | -------- |
|           | تقرير |          |

| بالستينو                                         | 3–0   | أليانزا ليما |
| ------------------------------------------------ | ----- | ------------ |
| - Duclós 35' (ه.ذ.) - باسيريني 64' - أهومادا 77' | تقرير |              |

| إنترناسيونال                | 2–2   | ريفر بليت                           |
| --------------------------- | ----- | ----------------------------------- |
| - لوبيز 17' - إدينيلسون 30' | تقرير | - براتو 41' (ركل.) - دي لا كروز 60' |

| إنترناسيونال                   | 3–2   | بالستينو                      |
| ------------------------------ | ----- | ----------------------------- |
| - باتريك 10' - غيريرو 21'، 65' | تقرير | - فرنانديز 41' - باسيريني 46' |

| ريفر بليت                                             | 3–0   | أليانزا ليما |
| ----------------------------------------------------- | ----- | ------------ |
| - سواريز 14' - مارتينيز كوارتا 53' - دي لا كروز 90+2' | تقرير |              |

| بالستينو | 0–2   | ريفر بليت                   |
| -------- | ----- | --------------------------- |
|          | تقرير | - بينولا 30' - فرنانديز 62' |

| أليانزا ليما | 0–1   | إنترناسيونال         |
| ------------ | ----- | -------------------- |
|              | تقرير | - رودريغو موليدو 80' |

| ريفر بليت                   | 2–2   | إنترناسيونال                    |
| --------------------------- | ----- | ------------------------------- |
| - ألفاريز 34' - براتو 90+3' | تقرير | - رافائيل سوبيس 43'، 58' (ركل.) |

| أليانزا ليما             | 1–2   | بالستينو            |
| ------------------------ | ----- | ------------------- |
| - إ. غونزاليس 18' (ه.ذ.) | تقرير | - تاريفينو 36'، 53' |

### المجموعة باء
| م | الفريق         | لعب | ف | ت | خ | أ.له | أ.ع | أ.ف | نقاط | التأهل            |  | كروزيرو | إيميلك | لارا | هوراكان |
| - | -------------- | --- | - | - | - | ---- | --- | --- | ---- | ----------------- |  | ------- | ------ | ---- | ------- |
| 1 | كروزيرو        | 6   | 5 | 0 | 1 | 11   | 2   | +9  | 15   | دور الـ16         |  | —       | 1–2    | 2–0  | 4–0     |
| 2 | إيميلك         | 6   | 2 | 3 | 1 | 6    | 5   | +1  | 9    | دور الـ16         |  | 0–1     | —      | 2–2  | 0–0     |
| 3 | ديبورتيفو لارا | 6   | 1 | 2 | 3 | 4    | 10  | −6  | 5    | كوبا سود أمريكانا |  | 0–2     | 0–0    | —    | 2–1     |
| 4 | هوراكان        | 6   | 1 | 1 | 4 | 5    | 9   | −4  | 4    |                   |  | 0–1     | 1–2    | 3–0  | —       |

| هوراكان | 0–1   | كروزيرو          |
| ------- | ----- | ---------------- |
|         | تقرير | - رودريغينيو 29' |

| ديبورتيفو لارا | 0–0   | إيميلك |
| -------------- | ----- | ------ |
|                | تقرير |        |

| إيميلك | 0–0   | هوراكان |
| ------ | ----- | ------- |
|        | تقرير |         |

| كروزيرو                        | 2–0   | ديبورتيفو لارا |
| ------------------------------ | ----- | -------------- |
| - رودريغينيو 6' - جادسون 90+4' | تقرير |                |

| إيميلك | 0–1   | كروزيرو          |
| ------ | ----- | ---------------- |
|        | تقرير | - رودريغينيو 32' |

| ديبورتيفو لارا                            | 2–1   | هوراكان                      |
| ----------------------------------------- | ----- | ---------------------------- |
| - بيرالدو مانزانو 8' (ركل.) - Centeno 43' | تقرير | - بيرالدو مانزانو 62' (ه.ذ.) |

| كروزيرو                         | 4–0   | هوراكان |
| ------------------------------- | ----- | ------- |
| - فريد 18'، 22'، 31' - دودو 82' | تقرير |         |

| إيميلك               | 2–2   | ديبورتيفو لارا                                 |
| -------------------- | ----- | ---------------------------------------------- |
| - ب. أنغولو 66'، 73' | تقرير | - لورينزو فروتوس 50' (ركل.) - فريدي فارغاس 88' |

| ديبورتيفو لارا | 0–2   | كروزيرو                      |
| -------------- | ----- | ---------------------------- |
|                | تقرير | - فريد 30' - ساسا 77' (ركل.) |

| هوراكان       | 1–2   | إيميلك                      |
| ------------- | ----- | --------------------------- |
| - غامبا 90+5' | تقرير | - Jaime 34' - ب. أنغولو 71' |

| كروزيرو    | 1–2   | إيميلك                                    |
| ---------- | ----- | ----------------------------------------- |
| - ساسا 66' | تقرير | - فابيو 41' (ه.ذ.) - ب. أنغولو 89' (ركل.) |

| هوراكان                       | 3–0   | ديبورتيفو لارا |
| ----------------------------- | ----- | -------------- |
| - غامبا 23' - تشافيز 28'، 64' | تقرير |                |

### المجموعة جيم
| م | الفريق           | لعب | ف | ت | خ | أ.له | أ.ع | أ.ف | نقاط | التأهل            |  | أوليمبيا | غودوي | سبورتينغ | كونسبسيون |
| - | ---------------- | --- | - | - | - | ---- | --- | --- | ---- | ----------------- |  | -------- | ----- | -------- | --------- |
| 1 | أوليمبيا         | 6   | 2 | 3 | 1 | 9    | 6   | +3  | 9    | دور الـ16         |  | —        | 2–1   | 0–1      | 1–1       |
| 2 | غودوي كروز       | 6   | 2 | 3 | 1 | 5    | 3   | +2  | 9    | دور الـ16         |  | 0–0      | —     | 2–0      | 1–0       |
| 3 | سبورتينغ كريستال | 6   | 2 | 1 | 3 | 8    | 11  | −3  | 7    | كوبا سود أمريكانا |  | 0–3      | 1–1   | —        | 2–0       |
| 4 | جامعة كونسبسيون  | 6   | 1 | 3 | 2 | 9    | 11  | −2  | 6    |                   |  | 3–3      | 0–0   | 5–4      | —         |

| غودوي كروز | 0–0   | أوليمبيا |
| ---------- | ----- | -------- |
|            | تقرير |          |

| جامعة كونسبسيون                              | 5–4   | سبورتينغ كريستال                                |
| -------------------------------------------- | ----- | ----------------------------------------------- |
| - روبيو 45+1'، 50'، 80'، 90+2' - أوريانا 71' | تقرير | - غونزاليس 55' - بالاسيوس 58'، 86' - هيريرا 85' |

| أوليمبيا     | 1–1   | جامعة كونسبسيون |
| ------------ | ----- | --------------- |
| - فيوديز 15' | تقرير | - أوريانا 28'   |

| سبورتينغ كريستال | 1–1   | غودوي كروز    |
| ---------------- | ----- | ------------- |
| - هيريرا 2'      | تقرير | - كاردونا 14' |

| جامعة كونسبسيون | 0–0   | غودوي كروز |
| --------------- | ----- | ---------- |
|                 | تقرير |            |

| سبورتينغ كريستال | 0–3   | أوليمبيا                                   |
| ---------------- | ----- | ------------------------------------------ |
|                  | تقرير | - سانتا كروز 52' - مندييتا 54' - روخاس 79' |

| أوليمبيا             | 2–1   | غودوي كروز     |
| -------------------- | ----- | -------------- |
| - كاماتشو 19'، 45+3' | تقرير | - غارسيا 90+3' |

| سبورتينغ كريستال           | 2–0   | جامعة كونسبسيون |
| -------------------------- | ----- | --------------- |
| - بالاسيوس 30' - ميرلو 33' | تقرير |                 |

| جامعة كونسبسيون                             | 3–3   | أوليمبيا                                      |
| ------------------------------------------- | ----- | --------------------------------------------- |
| - كورديرو 8' (ركل.) - روبيو 39' - بالون 73' | تقرير | - سانتا كروز 54' - كاماتشو 63' - أورتيز 90+1' |

| غودوي كروز                        | 2–0   | سبورتينغ كريستال |
| --------------------------------- | ----- | ---------------- |
| - فييرا 45+1' (ركل.) - لوسيرو 47' | تقرير |                  |

| أوليمبيا | 0–1   | سبورتينغ كريستال |
| -------- | ----- | ---------------- |
|          | تقرير | - بالاسيوس 44'   |

| غودوي كروز     | 1–0   | جامعة كونسبسيون |
| -------------- | ----- | --------------- |
| - غونزاليس 24' | تقرير |                 |

### المجموعة دال
| م | الفريق           | لعب | ف | ت | خ | أ.له | أ.ع | أ.ف | نقاط | التأهل            |  | فلامنغو | كيتو | بنيارول | خوسيه |
| - | ---------------- | --- | - | - | - | ---- | --- | --- | ---- | ----------------- |  | ------- | ---- | ------- | ----- |
| 1 | فلامنغو          | 6   | 3 | 1 | 2 | 11   | 5   | +6  | 10   | دور الـ16         |  | —       | 3–1  | 0–1     | 6–1   |
| 2 | إل. دي. يو. كيتو | 6   | 3 | 1 | 2 | 12   | 8   | +4  | 10   | دور الـ16         |  | 2–1     | —    | 2–0     | 4–0   |
| 3 | بنيارول          | 6   | 3 | 1 | 2 | 7    | 5   | +2  | 10   | كوبا سود أمريكانا |  | 0–0     | 1–0  | —       | 4–0   |
| 4 | سان خوسيه        | 6   | 1 | 1 | 4 | 7    | 19  | −12 | 4    |                   |  | 0–1     | 3–3  | 3–1     | —     |

| سان خوسيه | 0–1   | فلامنغو               |
| --------- | ----- | --------------------- |
|           | تقرير | - غابرييل باربوسا 59' |

| إل. دي. يو. كيتو         | 2–0   | بنيارول |
| ------------------------ | ----- | ------- |
| - فريري 25' - أجويري 81' | تقرير |         |

| فلامنغو                                                | 3–1   | إل. دي. يو. كيتو              |
| ------------------------------------------------------ | ----- | ----------------------------- |
| - إيفرتون ريبيرو 8' - غابرييل باربوسا 68' - أوريبي 80' | تقرير | - مارتينيز بورخا 90+1' (ركل.) |

| بنيارول                                   | 4–0   | سان خوسيه |
| ----------------------------------------- | ----- | --------- |
| - فياتري 2'، 48' - ليما 22' - كانوبيو 36' | تقرير |           |

| سان خوسيه                                    | 3–3   | إل. دي. يو. كيتو                             |
| -------------------------------------------- | ----- | -------------------------------------------- |
| - ساوسيدو 29' - كروز 70' (ه.ذ.) - رامايو 76' | تقرير | - أنانغونو 24' - مينا 39' (ه.ذ.)، 68' (ه.ذ.) |

| فلامنغو | 0–1   | بنيارول      |
| ------- | ----- | ------------ |
|         | تقرير | - فياتري 87' |

| بنيارول           | 1–0   | إل. دي. يو. كيتو |
| ----------------- | ----- | ---------------- |
| - ك. رودريغيز 69' | تقرير |                  |

| فلامنغو                                                                                                 | 6–1   | سان خوسيه     |
| --- | ----- | ------------- |
| - دييغو ريباس 2' - إيفرتون ريبيرو 30'، 79' - دي أراسكايتا 56' - فيتينيو 83' (ركل.) - غوتيريز 88' (ه.ذ.) | تقرير | - ساوسيدو 18' |

| إل. دي. يو. كيتو                | 2–1   | فلامنغو            |
| ------------------------------- | ----- | ------------------ |
| - أنانغونو 45+2' - تشيكايزا 72' | تقرير | - برونو هنريكي 18' |

| سان خوسيه                                       | 3–1   | بنيارول           |
| ----------------------------------------------- | ----- | ----------------- |
| - مينا 55' - ساوسيدو 72' (ركل.) - سانغينيتي 87' | تقرير | - مينا 82' (ه.ذ.) |

| بنيارول | 0–0   | فلامنغو |
| ------- | ----- | ------- |
|         | تقرير |         |

| إل. دي. يو. كيتو                              | 4–0   | سان خوسيه |
| --------------------------------------------- | ----- | --------- |
| - مارتينيز بورخا 64' - أ. خوليو 67'، 73'، 87' | تقرير |           |

### المجموعة هاء
| م | الفريق         | لعب | ف | ت | خ | أ.له | أ.ع | أ.ف | نقاط | التأهل            |  | سيرو | ناسيونال | مينيرو | زامورا |
| - | -------------- | --- | - | - | - | ---- | --- | --- | ---- | ----------------- |  | ---- | -------- | ------ | ------ |
| 1 | سيرو بورتينيو  | 6   | 4 | 1 | 1 | 10   | 5   | +5  | 13   | دور الـ16         |  | —    | 1–0      | 4–1    | 2–1    |
| 2 | ناسيونال       | 6   | 4 | 1 | 1 | 5    | 2   | +3  | 13   | دور الـ16         |  | 1–1  | —        | 1–0    | 1–0    |
| 3 | أتلتيكو مينيرو | 6   | 2 | 0 | 4 | 6    | 10  | −4  | 6    | كوبا سود أمريكانا |  | 0–1  | 0–1      | —      | 3–2    |
| 4 | زامورا         | 6   | 1 | 0 | 5 | 6    | 10  | −4  | 3    |                   |  | 2–1  | 0–1      | 1–2    | —      |

| أتلتيكو مينيرو | 0–1   | سيرو بورتينيو |
| -------------- | ----- | ------------- |
|                | تقرير | - تشورين 77'  |

| زامورا | 0–1   | ناسيونال       |
| ------ | ----- | -------------- |
|        | تقرير | - بيرغيسيو 23' |

| ناسيونال       | 1–0   | أتلتيكو مينيرو |
| -------------- | ----- | -------------- |
| - بيرغيسيو 71' | تقرير |                |

| سيرو بورتينيو           | 2–1   | زامورا      |
| ----------------------- | ----- | ----------- |
| - هايدو فالديز 19'، 48' | تقرير | - بايفا 52' |

| سيرو بورتينيو       | 1–0   | ناسيونال |
| ------------------- | ----- | -------- |
| - فيكتور كاسيرس 26' | تقرير |          |

| أتلتيكو مينيرو                                                  | 3–2   | زامورا                    |
| --------------------------------------------------------------- | ----- | ------------------------- |
| - مايكون بولت 50' - فينيسيوس غويس 71' - فابيو سانتوس 79' (ركل.) | تقرير | - غاياردو 16' - بايفا 44' |

| سيرو بورتينيو                                       | 4–1   | أتلتيكو مينيرو         |
| --------------------------------------------------- | ----- | ---------------------- |
| - أكوستا 30' - كاريزو 33' - كاسيرس 36' - لاريفي 43' | تقرير | - ريكاردو أوليفيرا 18' |

| ناسيونال       | 1–0   | زامورا |
| -------------- | ----- | ------ |
| - بيرغيسيو 50' | تقرير |        |

| أتلتيكو مينيرو | 0–1   | ناسيونال      |
| -------------- | ----- | ------------- |
|                | تقرير | - كاربايو 86' |

| زامورا                                 | 2–1   | سيرو بورتينيو      |
| -------------------------------------- | ----- | ------------------ |
| - إ. غونزاليس 45' (ركل.) - راميريز 50' | تقرير | - هايدو فالديز 57' |

| ناسيونال     | 1–1   | سيرو بورتينيو     |
| ------------ | ----- | ----------------- |
| - أمارال 58' | تقرير | - أرزامنديا 45+1' |

| زامورا                   | 1–2   | أتلتيكو مينيرو       |
| ------------------------ | ----- | -------------------- |
| - إ. غونزاليس 58' (ركل.) | تقرير | - أليراندرو 24'، 35' |

### المجموعة واو
| م | الفريق      | لعب | ف | ت | خ | أ.له | أ.ع | أ.ف | نقاط | التأهل            |  | بالميراس | لورينزو | ميلغار | جونيور |
| - | ----------- | --- | - | - | - | ---- | --- | --- | ---- | ----------------- |  | -------- | ------- | ------ | ------ |
| 1 | بالميراس    | 6   | 5 | 0 | 1 | 13   | 1   | +12 | 15   | دور الـ16         |  | —        | 1–0     | 3–0    | 3–0    |
| 2 | سان لورينزو | 6   | 3 | 1 | 2 | 4    | 2   | +2  | 10   | دور الـ16         |  | 1–0      | —       | 2–0    | 1–0    |
| 3 | ميلغار      | 6   | 2 | 1 | 3 | 2    | 9   | −7  | 7    | كوبا سود أمريكانا |  | 0–4      | 0–0     | —      | 1–0    |
| 4 | جونيور      | 6   | 1 | 0 | 5 | 1    | 8   | −7  | 3    |                   |  | 0–2      | 1–0     | 0–1    | —      |

| مليغار | 0–0   | سان لورينزو |
| ------ | ----- | ----------- |
|        | تقرير |             |

| جونيور | 0–2   | بالميراس                   |
| ------ | ----- | -------------------------- |
|        | تقرير | - سكاربا 10' - روتشا 90+1' |

| بالميراس                                      | 3–0   | مليغار |
| --------------------------------------------- | ----- | ------ |
| - فيليبي ميلو 24' - غولارت 53' - ديفيرسون 70' | تقرير |        |

| سان لورينزو    | 1–0   | جونيور |
| -------------- | ----- | ------ |
| - مارتينيز 77' | تقرير |        |

| سان لورينزو  | 1–0   | بالميراس |
| ------------ | ----- | -------- |
| - هيريرا 50' | تقرير |          |

| مليغار        | 1–0   | جونيور |
| ------------- | ----- | ------ |
| - كارمونا 71' | تقرير |        |

| سان لورينزو                 | 2–0   | مليغار |
| --------------------------- | ----- | ------ |
| - رودريغيز 45' - باريوس 87' | تقرير |        |

| بالميراس                               | 3–0   | جونيور |
| -------------------------------------- | ----- | ------ |
| - ديفيرسون 19' - دودو 54' - هيوران 88' | تقرير |        |

| جونيور       | 1–0   | سان لورينزو |
| ------------ | ----- | ----------- |
| - رانغيل 12' | تقرير |             |

| مليغار | 0–4   | بالميراس                                  |
| ------ | ----- | ----------------------------------------- |
|        | تقرير | - غوميز 8' - سكاربا 21'، 67' - مويزيس 80' |

| بالميراس     | 1–0   | سان لورينزو |
| ------------ | ----- | ----------- |
| - سكاربا 69' | تقرير |             |

| جونيور | 0–1   | مليغار       |
| ------ | ----- | ------------ |
|        | تقرير | - كويستا 16' |

### المجموعة زاي
| م | الفريق             | لعب | ف | ت | خ | أ.له | أ.ع | أ.ف | نقاط | التأهل            |  | بوكا | باراناينسي | توليما | ويلسترمان |
| - | ------------------ | --- | - | - | - | ---- | --- | --- | ---- | ----------------- |  | ---- | ---------- | ------ | --------- |
| 1 | بوكا جونيورز       | 6   | 3 | 2 | 1 | 11   | 6   | +5  | 11   | دور الـ16         |  | —    | 2–1        | 3–0    | 4–0       |
| 2 | أتلتيكو باراناينسي | 6   | 3 | 0 | 3 | 11   | 6   | +5  | 9    | دور الـ16         |  | 3–0  | —          | 1–0    | 4–0       |
| 3 | ديبورتيس توليما    | 6   | 2 | 2 | 2 | 7    | 8   | −1  | 8    | كوبا سود أمريكانا |  | 2–2  | 1–0        | —      | 2–2       |
| 4 | خورخي ويلسترمان    | 6   | 1 | 2 | 3 | 5    | 14  | −9  | 5    |                   |  | 0–0  | 3–2        | 0–2    | —         |

| ديبورتيس توليما | 1–0   | أتلتيكو باراناينسي |
| --------------- | ----- | ------------------ |
| - بانغيرو 29'   | تقرير |                    |

| خورخي ويلسترمان | 0–0   | بوكا جونيورز |
| --------------- | ----- | ------------ |
|                 | تقرير |              |

| بوكا جونيورز                                   | 3–0   | ديبورتيس توليما |
| ---------------------------------------------- | ----- | --------------- |
| - بيريز 47' (ه.ذ.) - بينيديتو 55' - زاراتي 59' | تقرير |                 |

| أتلتيكو باراناينسي                                                   | 4–0   | خورخي ويلسترمان |
| -------------------------------------------------------------------- | ----- | --------------- |
| - روبن 32' - توماس أندرادي 36' - رينان لودي 49' - برونو غيمارايس 87' | تقرير |                 |

| أتلتيكو باراناينسي   | 3–0   | بوكا جونيورز |
| -------------------- | ----- | ------------ |
| - روبن 35'، 68'، 80' | تقرير |              |

| ديبورتيس توليما | 2–2   | خورخي ويلسترمان   |
| --------------- | ----- | ----------------- |
| - بيريز 5'، 59' | تقرير | - بيدريل 74'، 80' |

| أتلتيكو باراناينسي   | 1–0   | ديبورتيس توليما |
| -------------------- | ----- | --------------- |
| - برونو غيمارايس 78' | تقرير |                 |

| بوكا جونيورز                                           | 4–0   | خورخي ويلسترمان |
| ------------------------------------------------------ | ----- | --------------- |
| - رينوسو 35' - بينيديتو 62' (ركل.) - زاراتي 84'، 90+4' | تقرير |                 |

| خورخي ويلسترمان                                         | 3–2   | أتلتيكو باراناينسي                       |
| ------------------------------------------------------- | ----- | ---------------------------------------- |
| - بيدريل 22' - أورتيس 50' (ركل.) - ك. ميلغار 87' (ركل.) | تقرير | - رينان لودي 40' - ماركو روبن 56' (ركل.) |

| ديبورتيس توليما          | 2–2   | بوكا جونيورز                       |
| ------------------------ | ----- | ---------------------------------- |
| - كاسترو 12' - بيريز 20' | تقرير | - زاراتي 34' - بينيديتو 43' (ركل.) |

| بوكا جونيورز              | 2–1   | أتلتيكو باراناينسي |
| ------------------------- | ----- | ------------------ |
| - لوبيز 71' - تيفيز 90+4' | تقرير | - روبن 65'         |

| خورخي ويلسترمان | 0–2   | ديبورتيس توليما          |
| --------------- | ----- | ------------------------ |
|                 | تقرير | - بيريز 17' - كاسترو 61' |

### المجموعة حاء
| م | الفريق               | لعب | ف | ت | خ | أ.له | أ.ع | أ.ف | نقاط | التأهل            |  | ليبرتاد | غريميو | كاتوليكا | روزاريو |
| - | -------------------- | --- | - | - | - | ---- | --- | --- | ---- | ----------------- |  | ------- | ------ | -------- | ------- |
| 1 | ليبرتاد              | 6   | 4 | 0 | 2 | 11   | 7   | +4  | 12   | دور الـ16         |  | —       | 0–2    | 4–1      | 2–0     |
| 2 | غريميو               | 6   | 3 | 1 | 2 | 8    | 4   | +4  | 10   | دور الـ16         |  | 0–1     | —      | 2–0      | 3–1     |
| 3 | أونيفرسيداد كاتوليكا | 6   | 2 | 1 | 3 | 7    | 11  | −4  | 7    | كوبا سود أمريكانا |  | 2–3     | 1–0    | —        | 2–1     |
| 4 | روزاريو سنترال       | 6   | 1 | 2 | 3 | 6    | 10  | −4  | 5    |                   |  | 2–1     | 1–1    | 1–1      | —       |

| ليبرتاد                                     | 4–1   | نادي أونيفرسيداد كاتوليكا |
| ------------------------------------------- | ----- | ------------------------- |
| - مارتينيز 1'، 3' - باريرو 73' - كوغو 90+3' | تقرير | - أويد 37' (ركل.)         |

| روزاريو سنترال | 1–1   | غريميو        |
| -------------- | ----- | ------------- |
| - زامبيدري 2'  | تقرير | - إيفرتون 12' |

| غريميو | 0–1   | ليبرتاد        |
| ------ | ----- | -------------- |
|        | تقرير | - باريرو 45+2' |

| نادي أونيفرسيداد كاتوليكا      | 2–1   | روزاريو سنترال  |
| ------------------------------ | ----- | --------------- |
| - بوتش 27' - أويد 90+5' (ركل.) | تقرير | - فيرغارا 90+1' |

| نادي أونيفرسيداد كاتوليكا | 1–0   | غريميو |
| ------------------------- | ----- | ------ |
| - سايز 16'                | تقرير |        |

| ليبرتاد                      | 2–0   | روزاريو سنترال |
| ---------------------------- | ----- | -------------- |
| - إسبينوزا 46' - ريكالدي 68' | تقرير |                |

| نادي أونيفرسيداد كاتوليكا | 2–3   | ليبرتاد                                          |
| ------------------------- | ----- | ------------------------------------------------ |
| - بوتش 7' - سايز 90+4'    | تقرير | - ريكالدي 43' - كاردوزو 45' - كاردوزو لوسينا 83' |

| غريميو                              | 3–1   | روزاريو سنترال |
| ----------------------------------- | ----- | -------------- |
| - جان بيير 30' - ليو غوميز 54'، 82' | تقرير | - أغيري 87'    |

| ليبرتاد | 0–2   | غريميو             |
| ------- | ----- | ------------------ |
|         | تقرير | - إيفرتون 28'، 83' |

| روزاريو سنترال          | 1–1   | نادي أونيفرسيداد كاتوليكا |
| ----------------------- | ----- | ------------------------- |
| - فوينزاليدا 79' (ه.ذ.) | تقرير | - فوينتيس 23'             |

| غريميو                      | 2–0   | نادي أونيفرسيداد كاتوليكا |
| --------------------------- | ----- | ------------------------- |
| - أليسون 22' - Thaciano 76' | تقرير |                           |

| روزاريو سنترال            | 2–1   | ليبرتاد              |
| ------------------------- | ----- | -------------------- |
| - بيريرا 19' - ريانيو 70' | تقرير | - كاردوزو 49' (ركل.) |

## وصلات خارجية
- كونميبول ليبرتادوريس 2019، CONMEBOL.com